# Проспект Лесі Українки (Калуш)
Проспект Лесі Українки — проспект, розташований у центральній частині міста Калуша.

## Розташування
Простягається від вузлового кільця біля Ринку (в яке також вливаються вулиці Ринкова, Хіміків, Богдана Хмельницького і Пушкіна) до вул. Винниченка. Проспект Лесі Українки ближче до центру перетинає старе русло р. Сівки автомобільним мостом. Продовжується вулицею Винниченка після перехрестя з вулицями Дзвонарська — Сівецька.
До проспекту прилягають:
- вулиця О. Пчілки
- провулок Шкільний
- вулиця Біласа і Данилишина
- вулиця Гоголя
- бульвар Незалежності

Вулиця є ділянкою Автошляху Р 84.

## Історія
Дана територія була частиною колонії Новий Калуш, а з 1925 р. — власне Калуша і носила назву вулиця Святої Анни. За реєстром калуських вулиць 1940 року мала перший номер і на ній знаходилися будинки від № 1 до № 91 (в тогочасному Калуші було 87 вулиць і 1 725 будинків). В 1947 р. отримала назву вулиця Лесі Українки.
За генеральним планом 1977 року на місці дещо звивистої вулиці був запланований новий центр міста, для чого прокладався прямий і широкий проспект (названий, звісно, іменем комуністичного ідола). У 1980-х роках лівий бік проспекту був забудований багатоповерхівками (новобудови належали до проспекту на противагу одноповерховим хатам на правому боці, які залишились належати до вулиці Лесі Українки), також було демонтовано колію й усунено два залізничні переїзди. 25.12.1990 проспект назвали іменем Лесі Українки, через що прилеглу однойменну вулицю з садибною забудовою перейменували на вулицю Олени Пчілки.

## Сьогодення
Загалом проспект Лесі Українки є головною центральною і найзавантаженішою магістраллю міста, яка з'єднує історичну центральну частину міста з промисловою частиною (через вулицю Богдана Хмельницького).

## Інфраструктура
На проспекті Лесі Українки розташована головна будівля зв'язку міста — Центральна пошта. Тут є також є дитячі садочки Ластівка і Золотий ключик та ЗОШ № 2.

## Культура
На проспекті наприкінці 90-х XX століття поблизу Пошти побудований Храм УПЦ КП, що зараз є одним з найбільших і найвідвідуваніших храмів міста. Навпроти вищезгаданого храму знаходиться каплиця УГКЦ Св. Анни, де часто відбуваються різні відправи. Поблизу ТЦ Сахара на початку 2000-х був залитий котлован під найбільший міський храм УГКЦ Св. Володимира і Ольги. Проте через нестачу коштів храм так і не добудований. Перед котлованом у 2010-у зведена невелика церквця УГКЦ, де щоденно відбуваються літургії.

## Транспортне сполучення
На проспекті розташовано шість автобусних зупинок (у трьох місцях з обох боків). Проходять маршрути автобусів 1, 1А, 1Б, 2, 4, 5, 7, 6А, 8А, 10, 11Б, 12. Також здійснюють свої рейси приміські автобуси в Голинському і Угринівському напрямках та міжміські перевізники в Долинському та Івано-Франківському напрямках.

## Радянська забудова

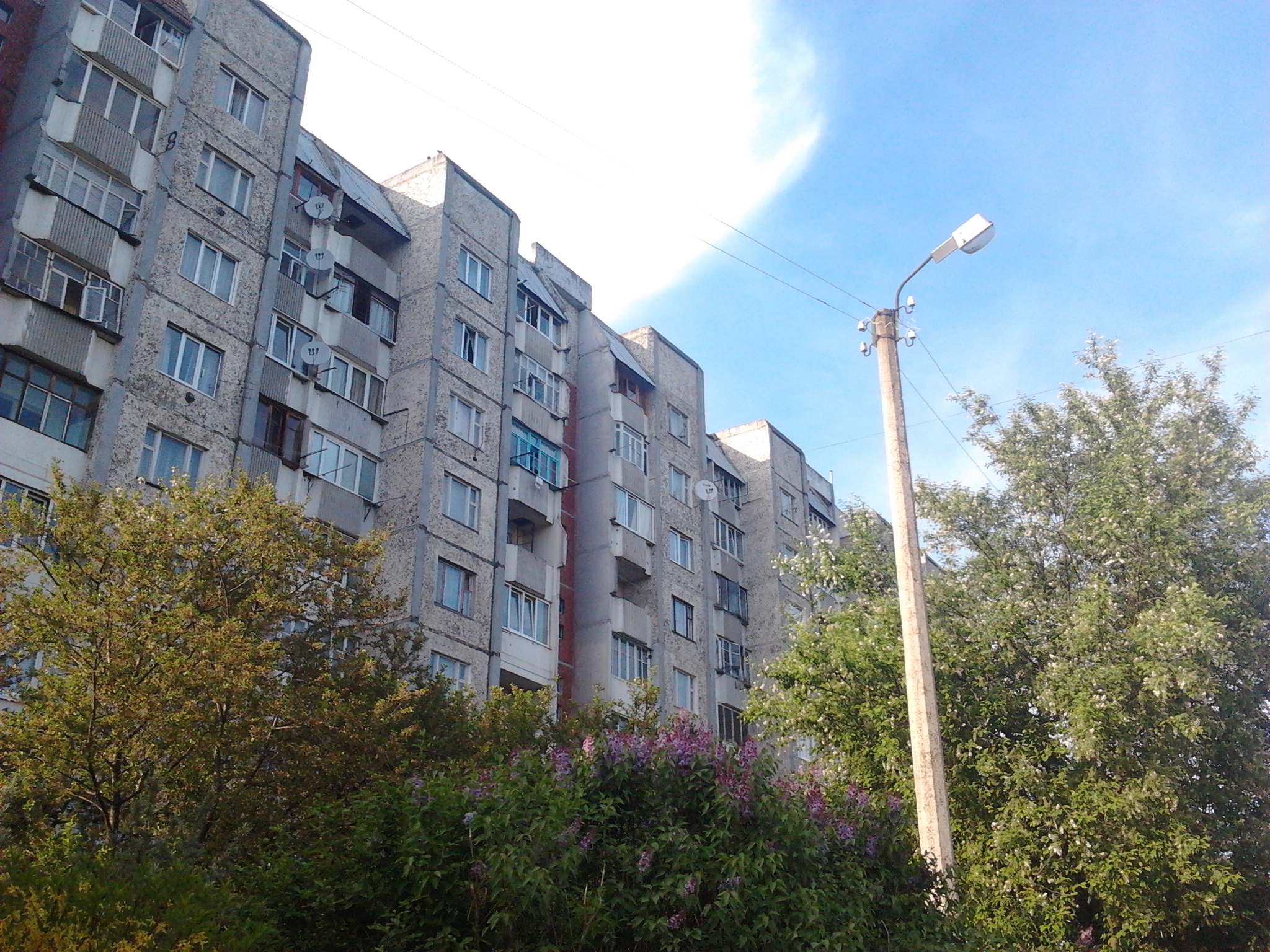
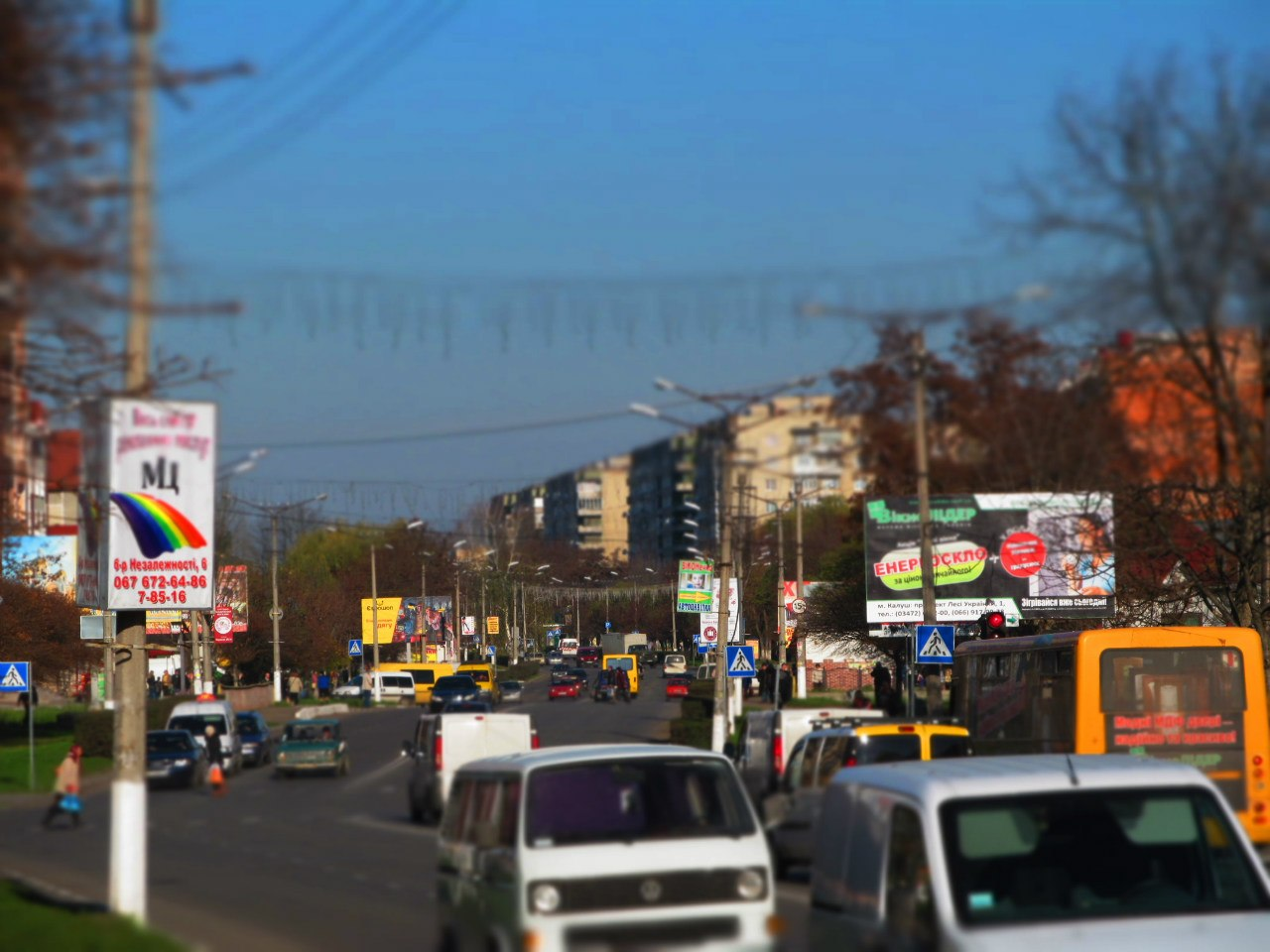

## Новобудови

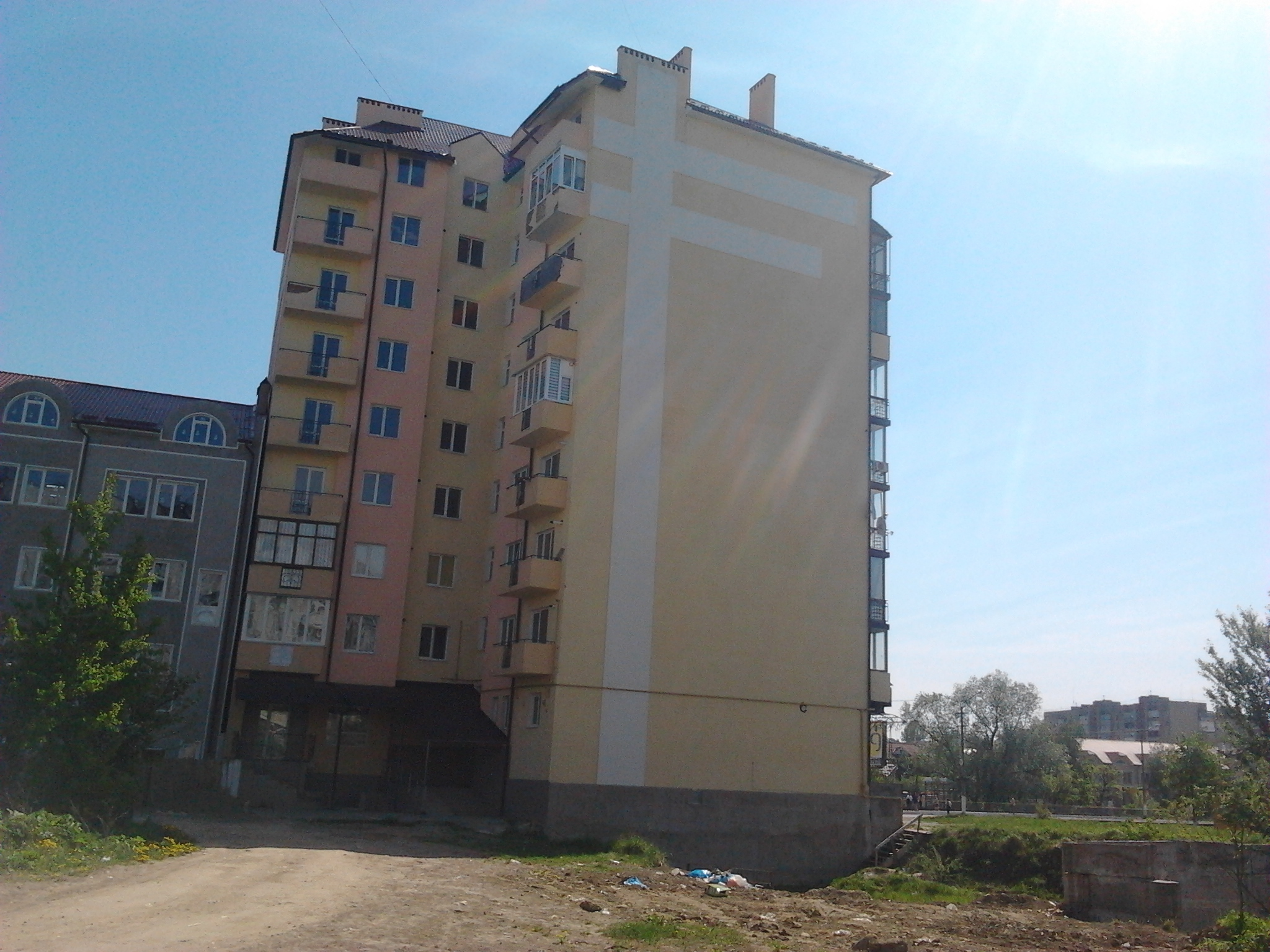
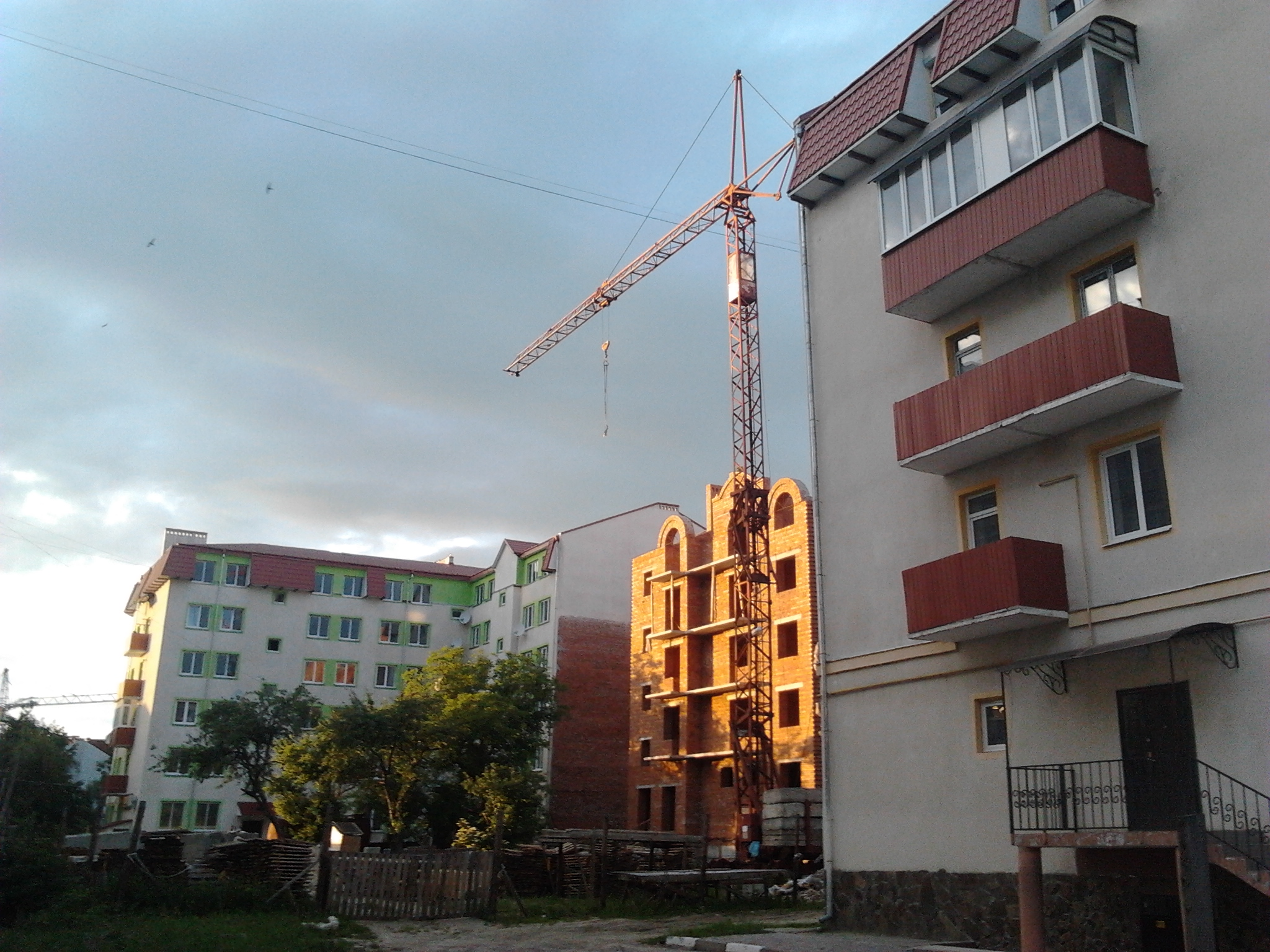
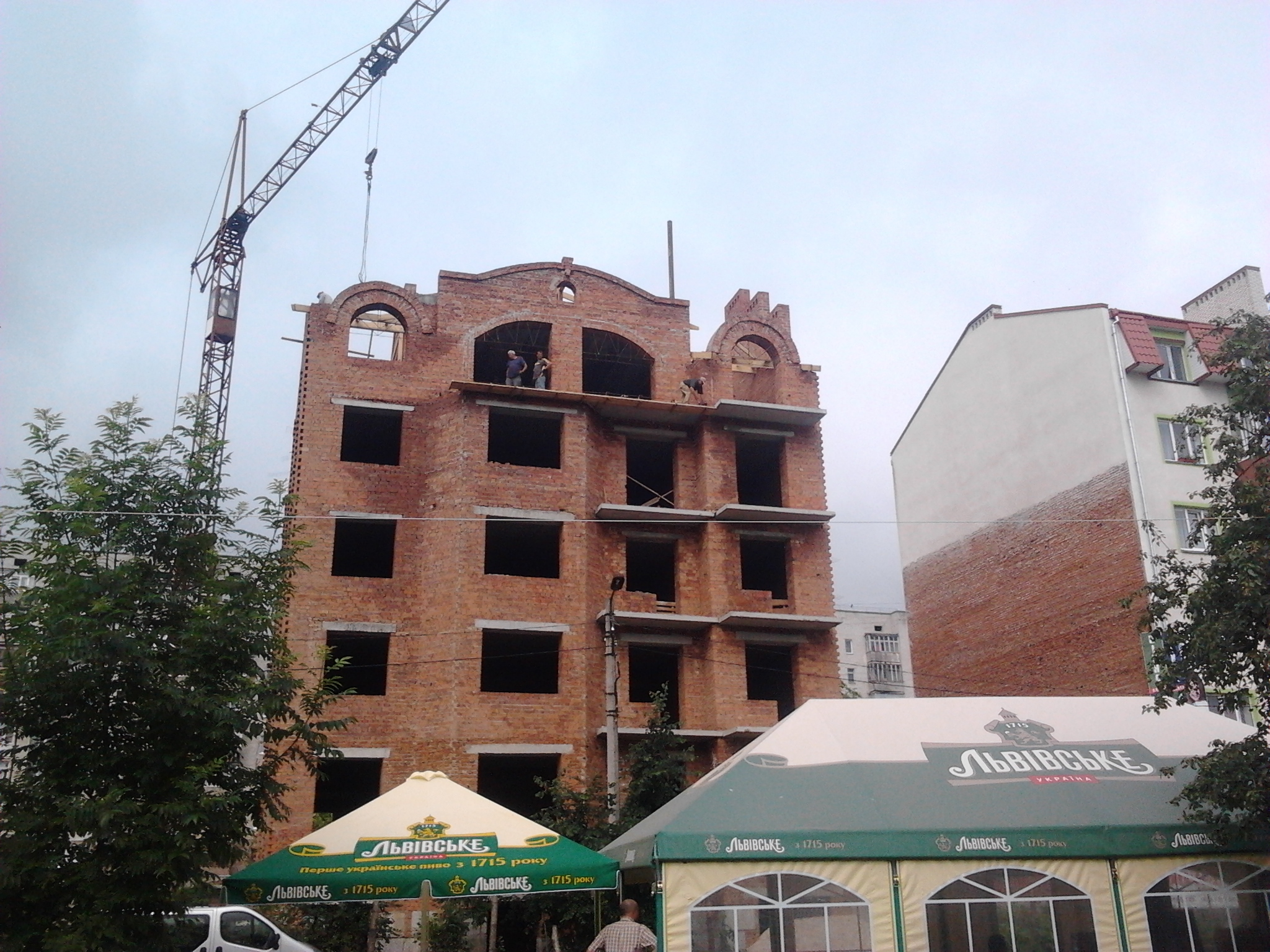
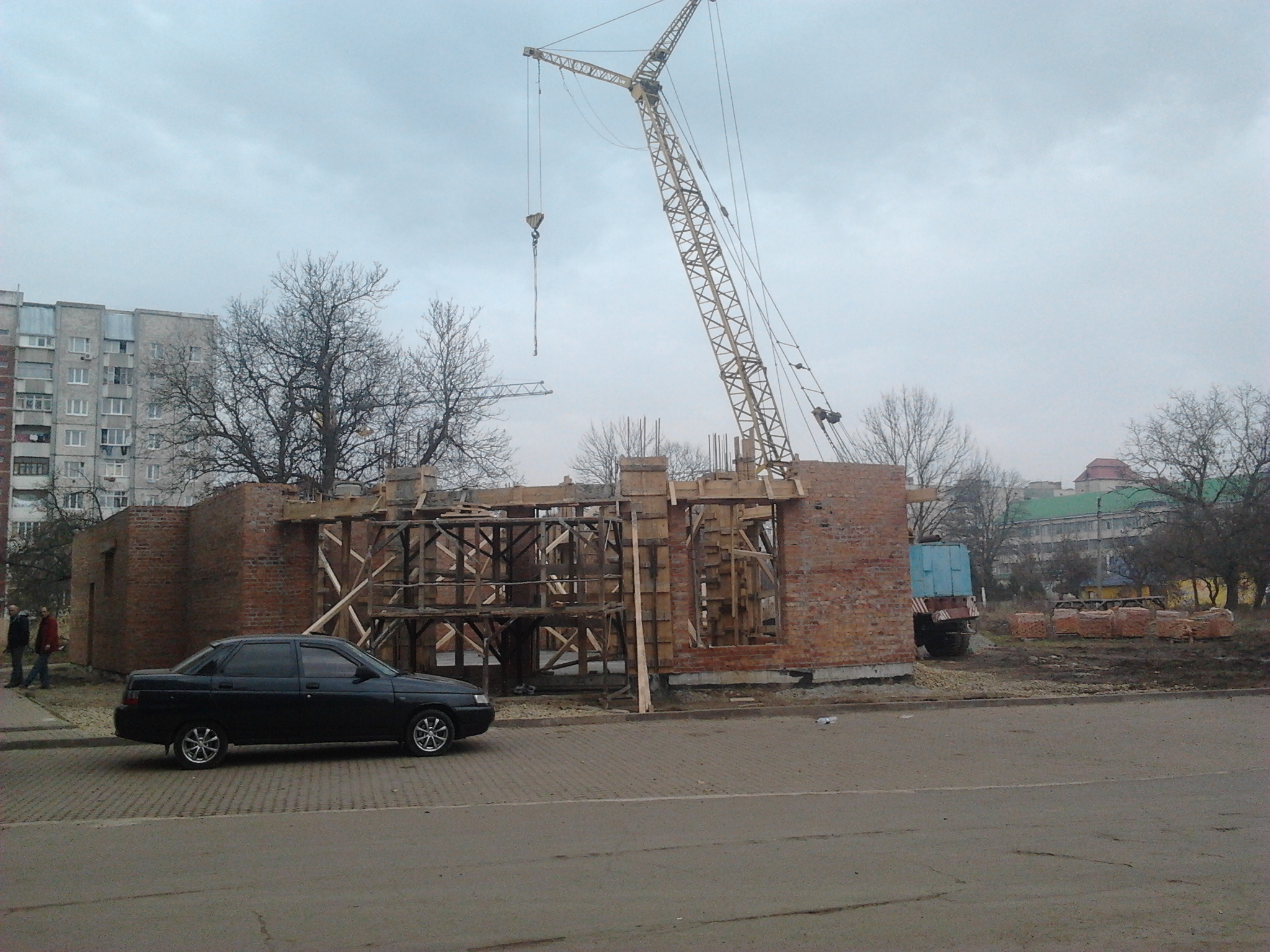
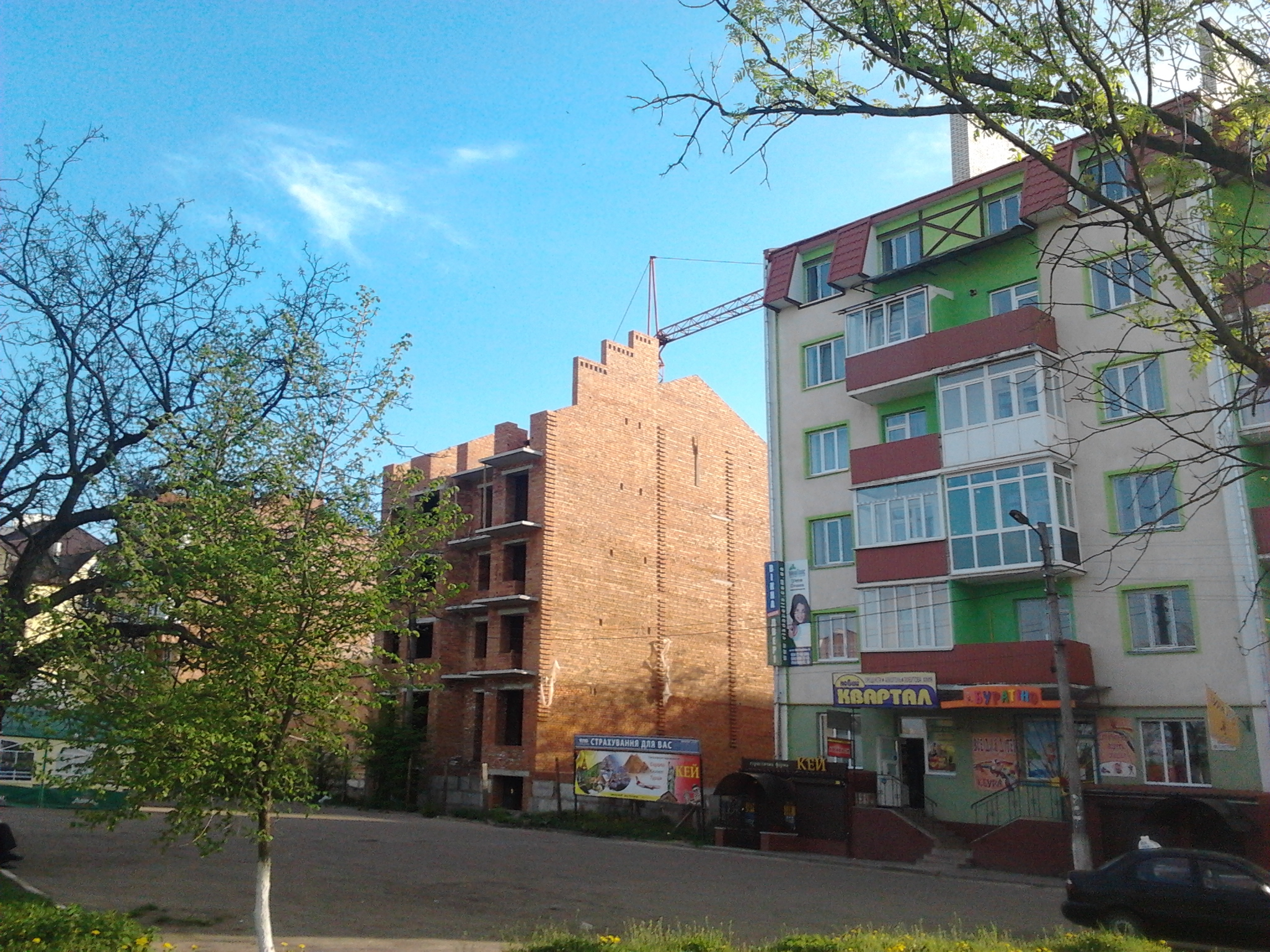
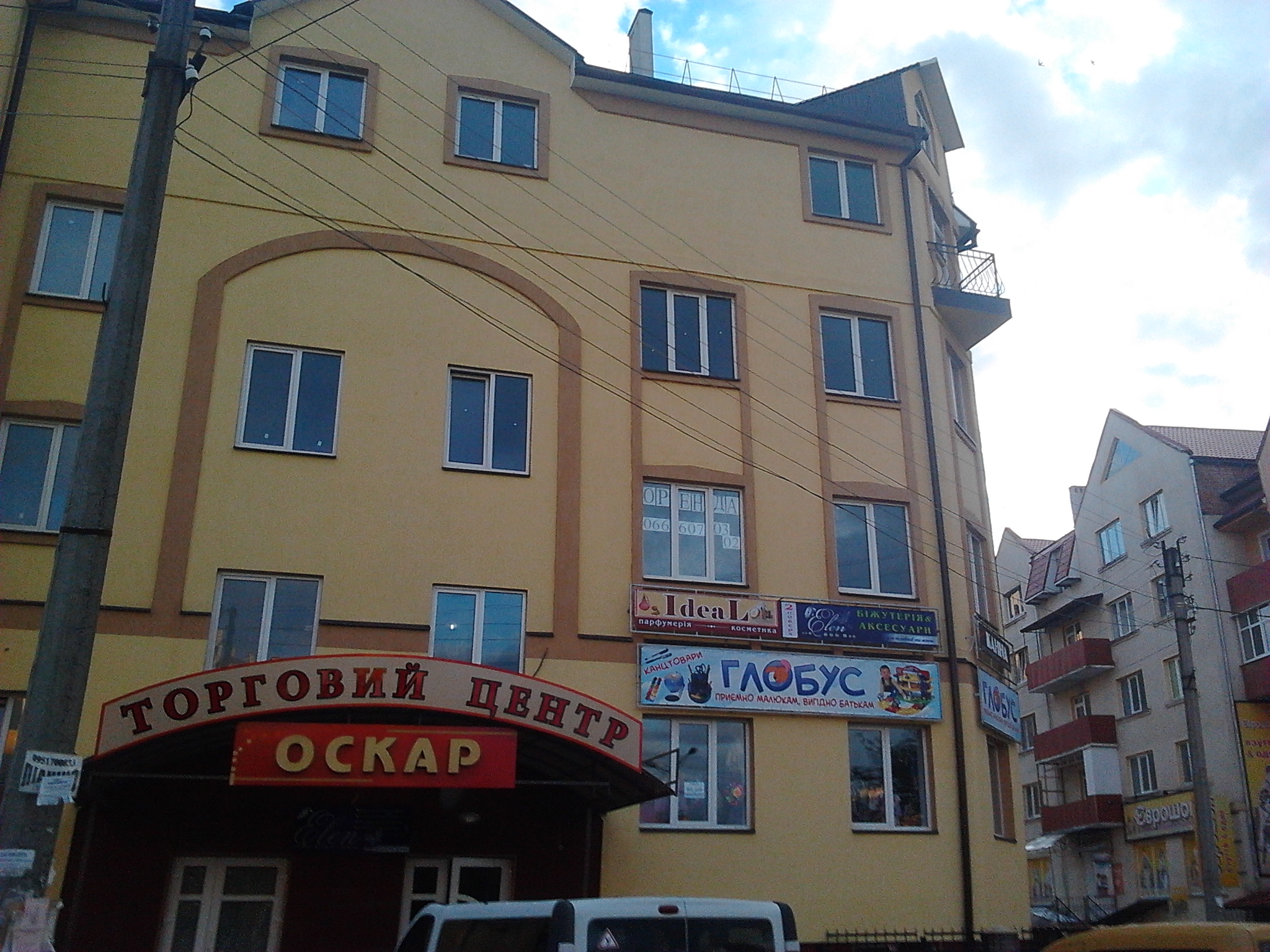
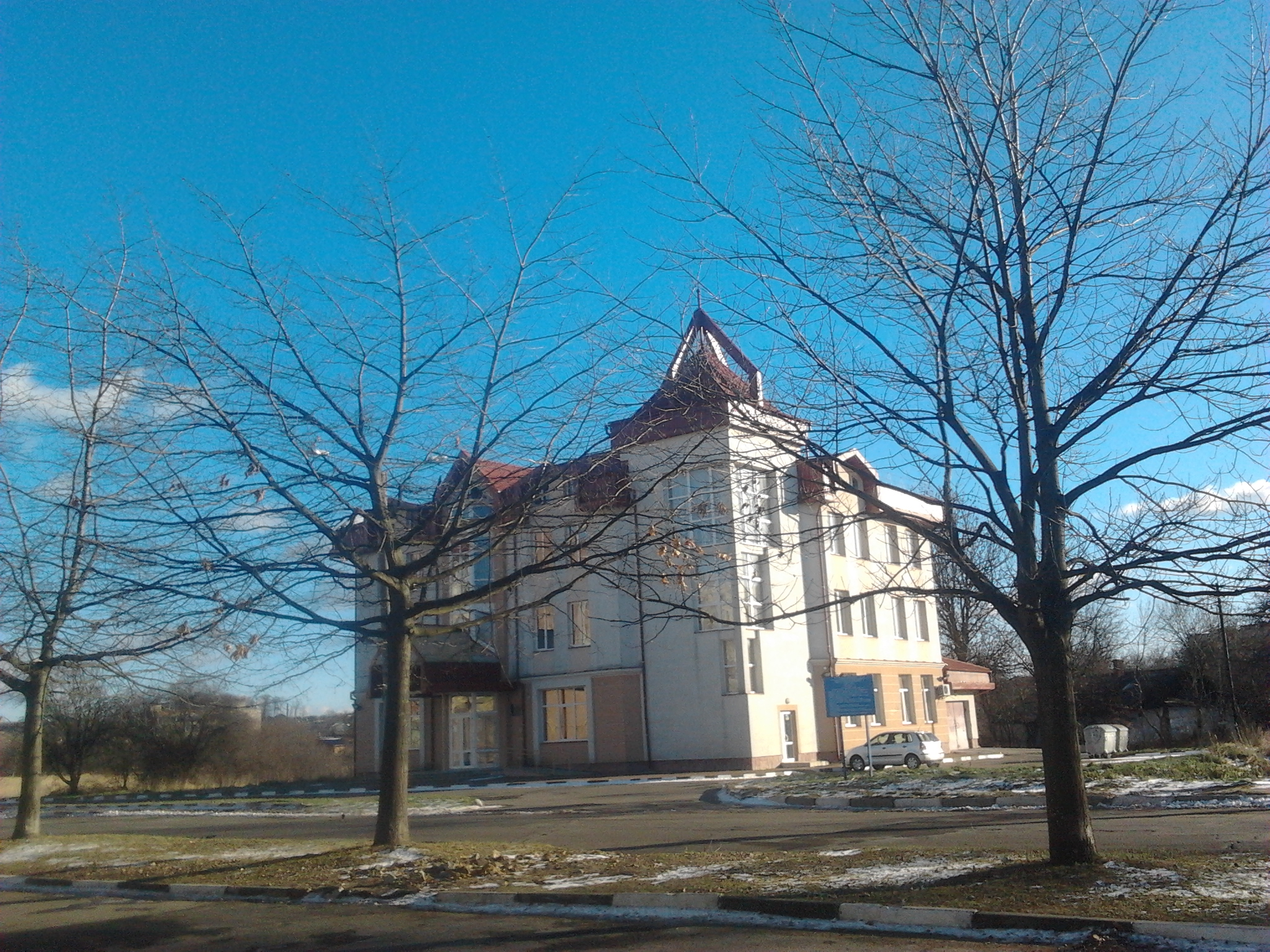
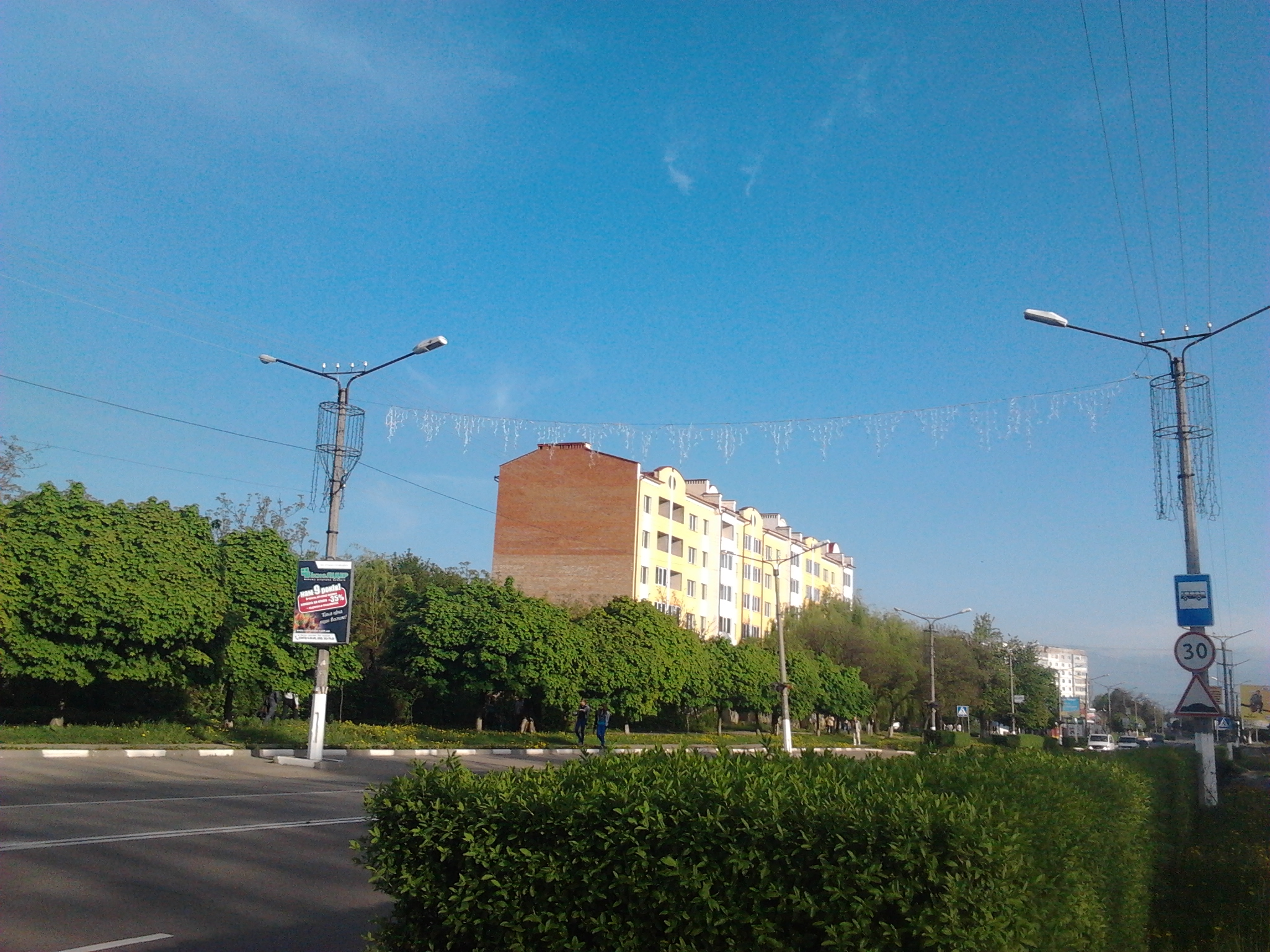
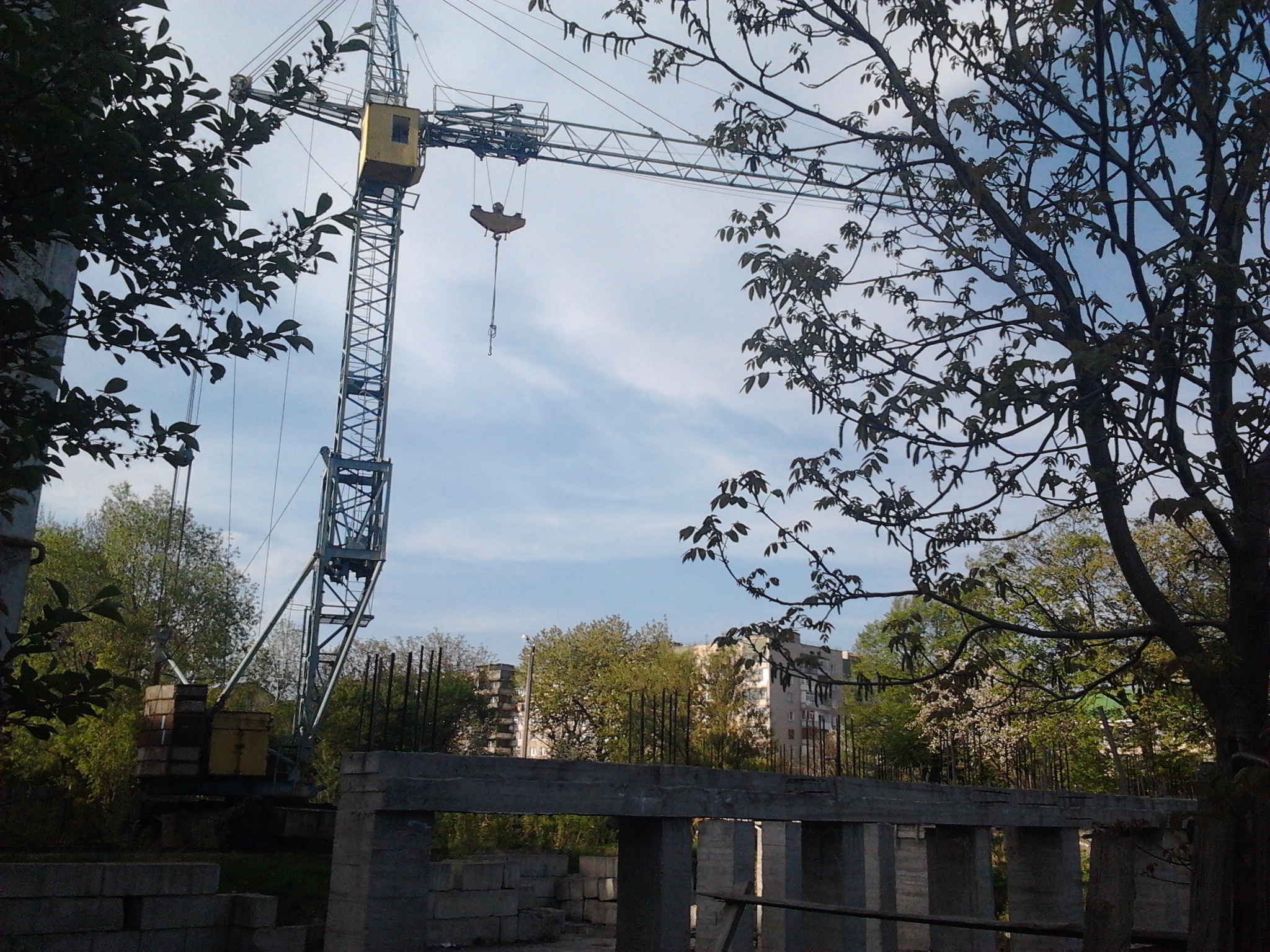
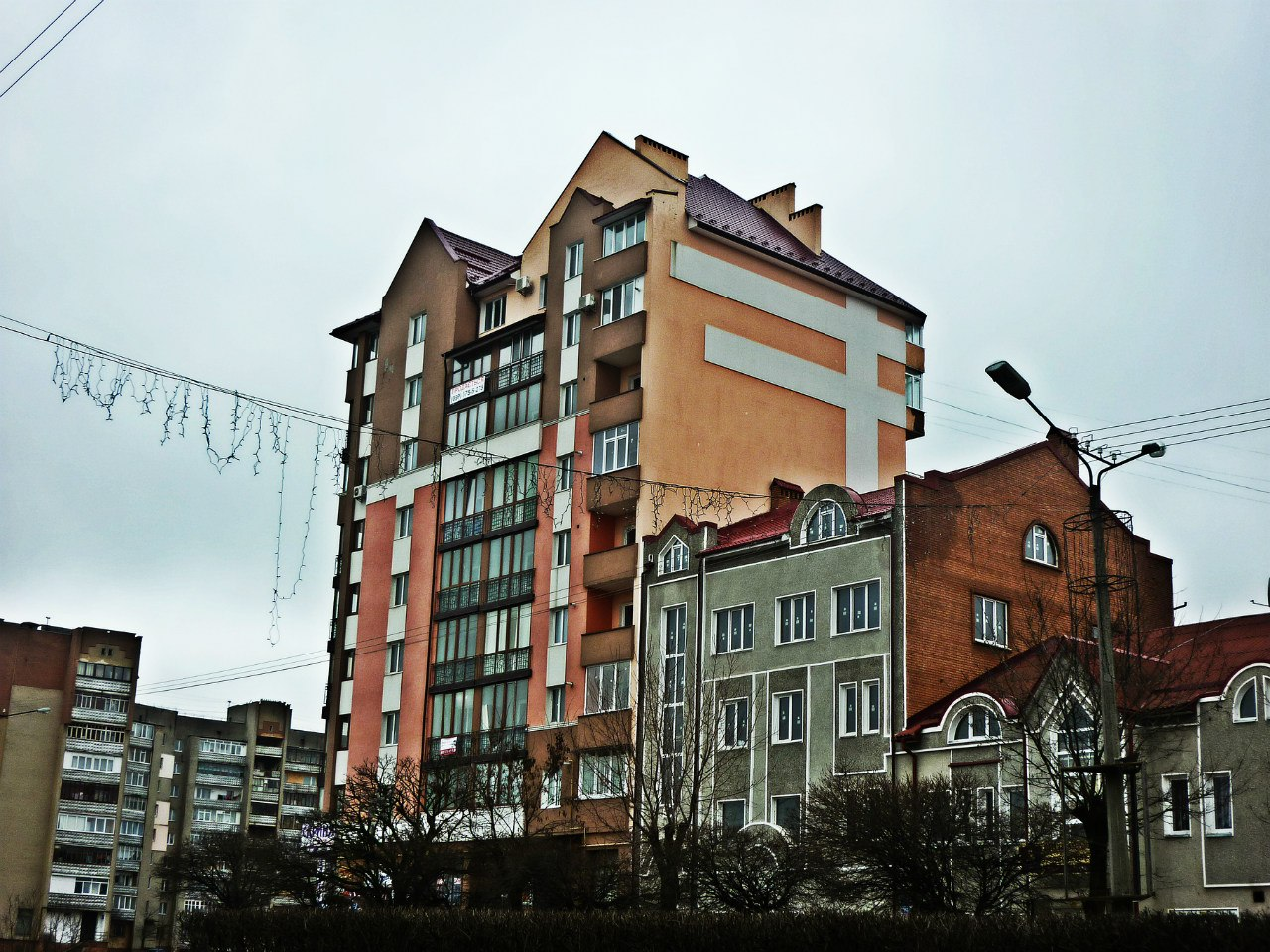

## Храм УПЦ Київського Патріархату Усіх Святих Землі Української

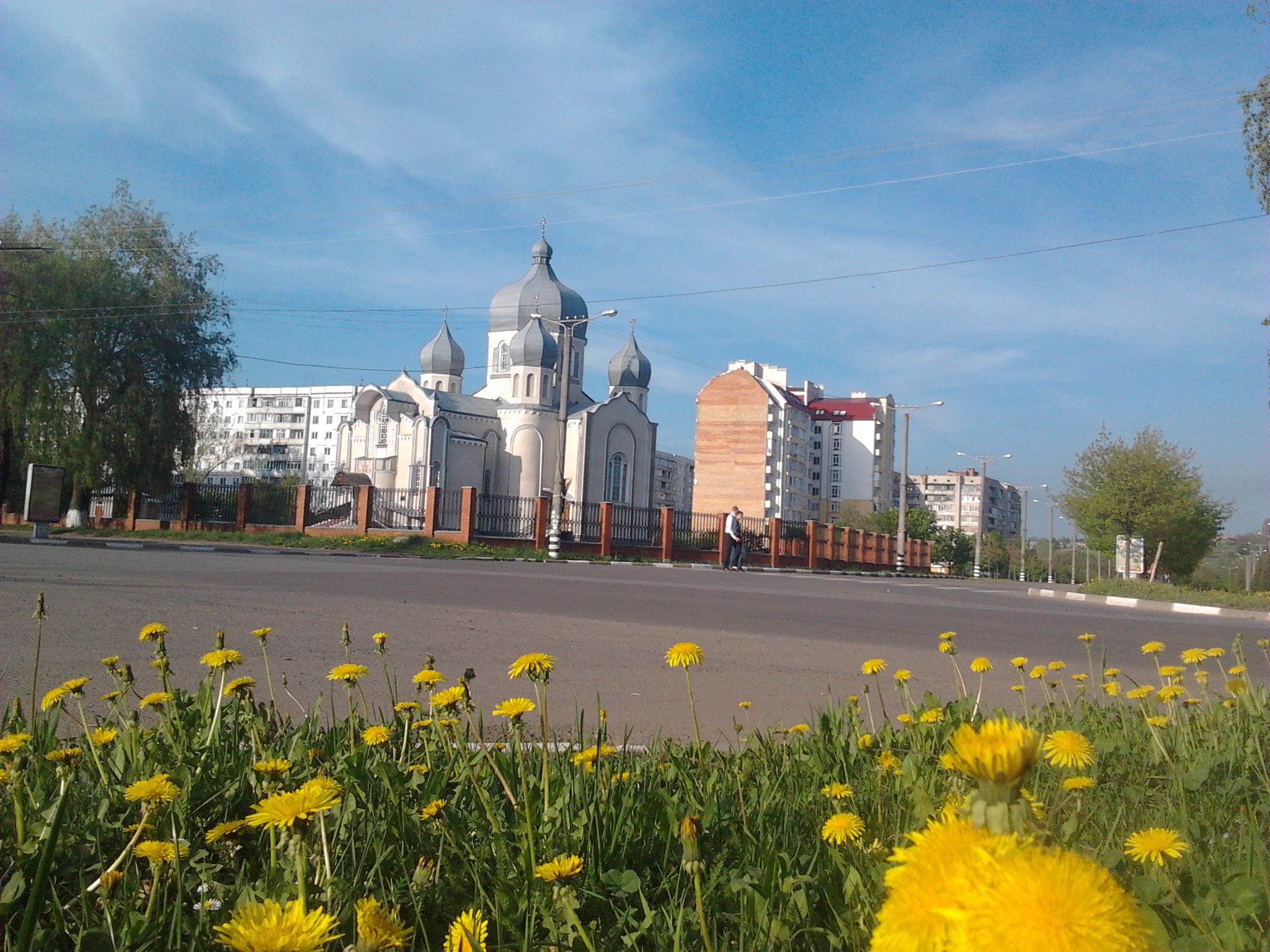
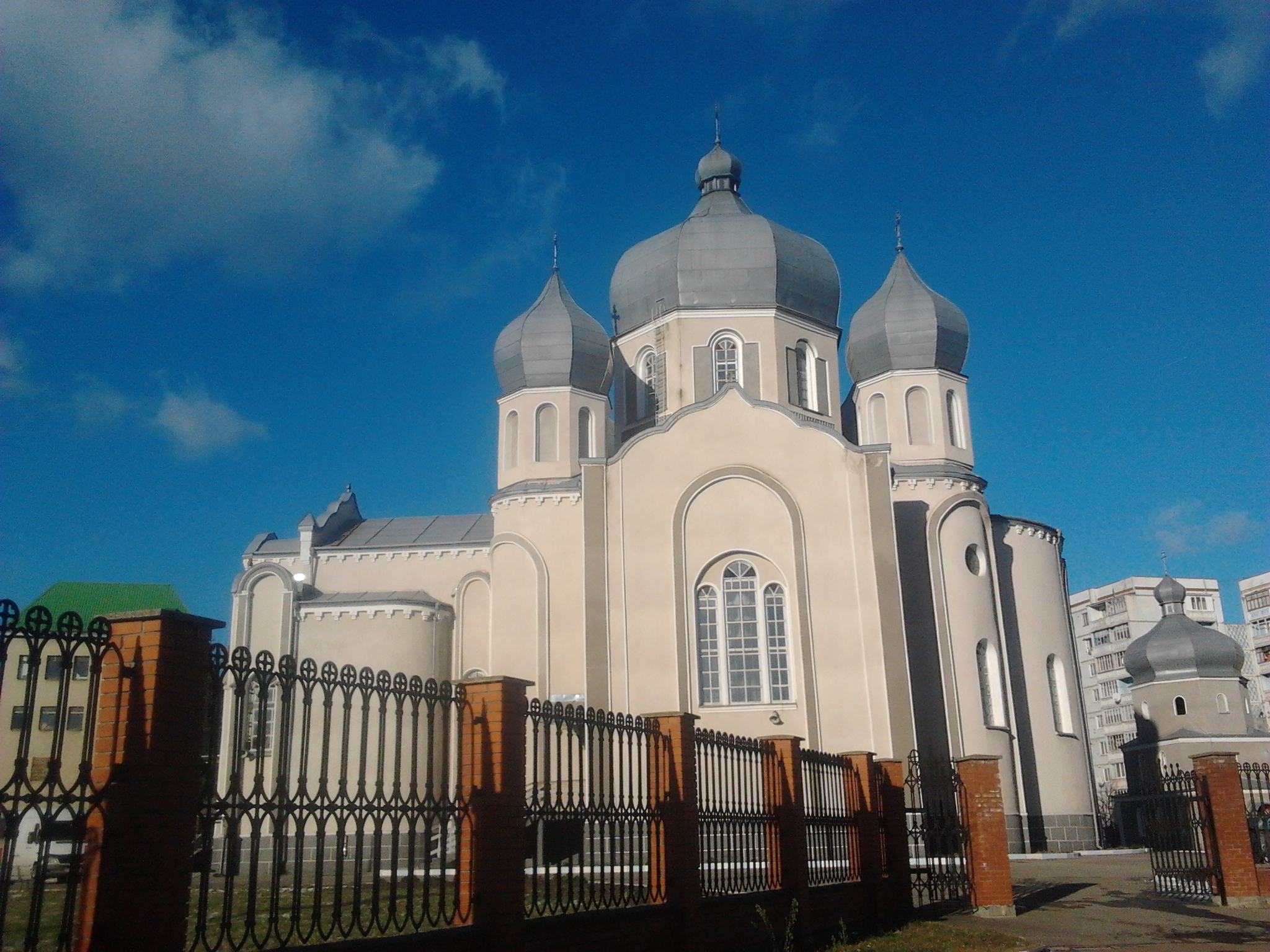
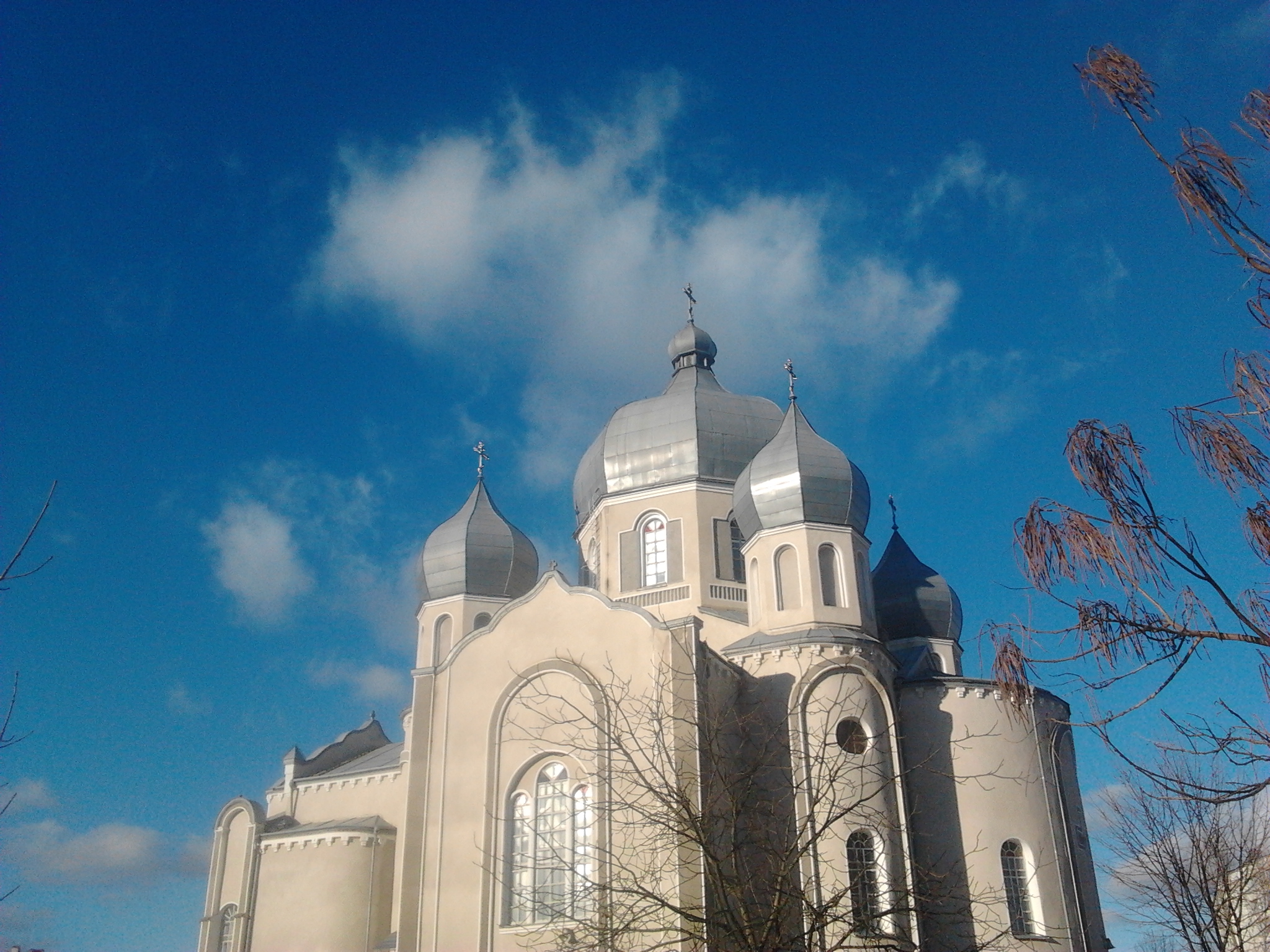

## Інші світлини

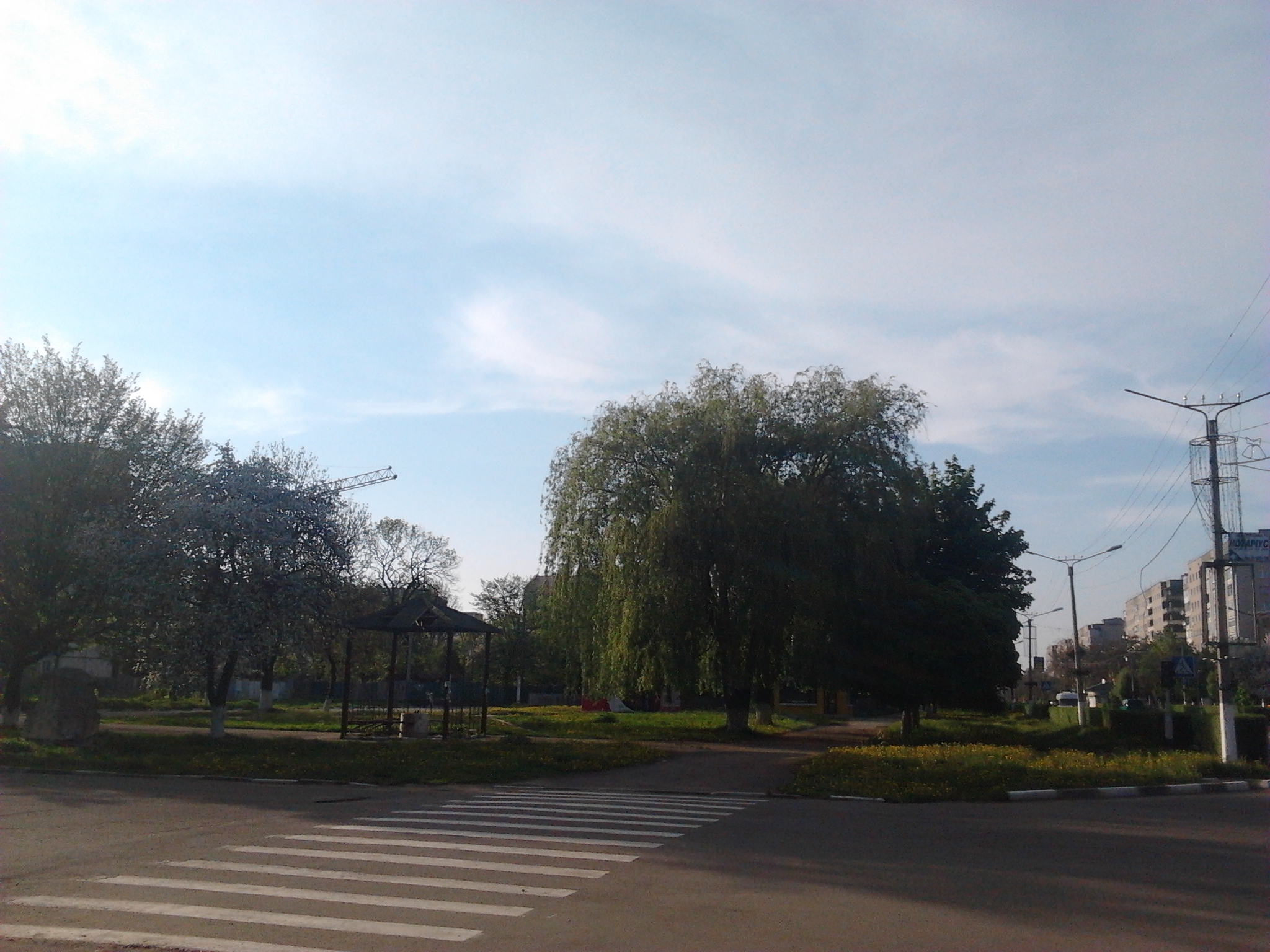
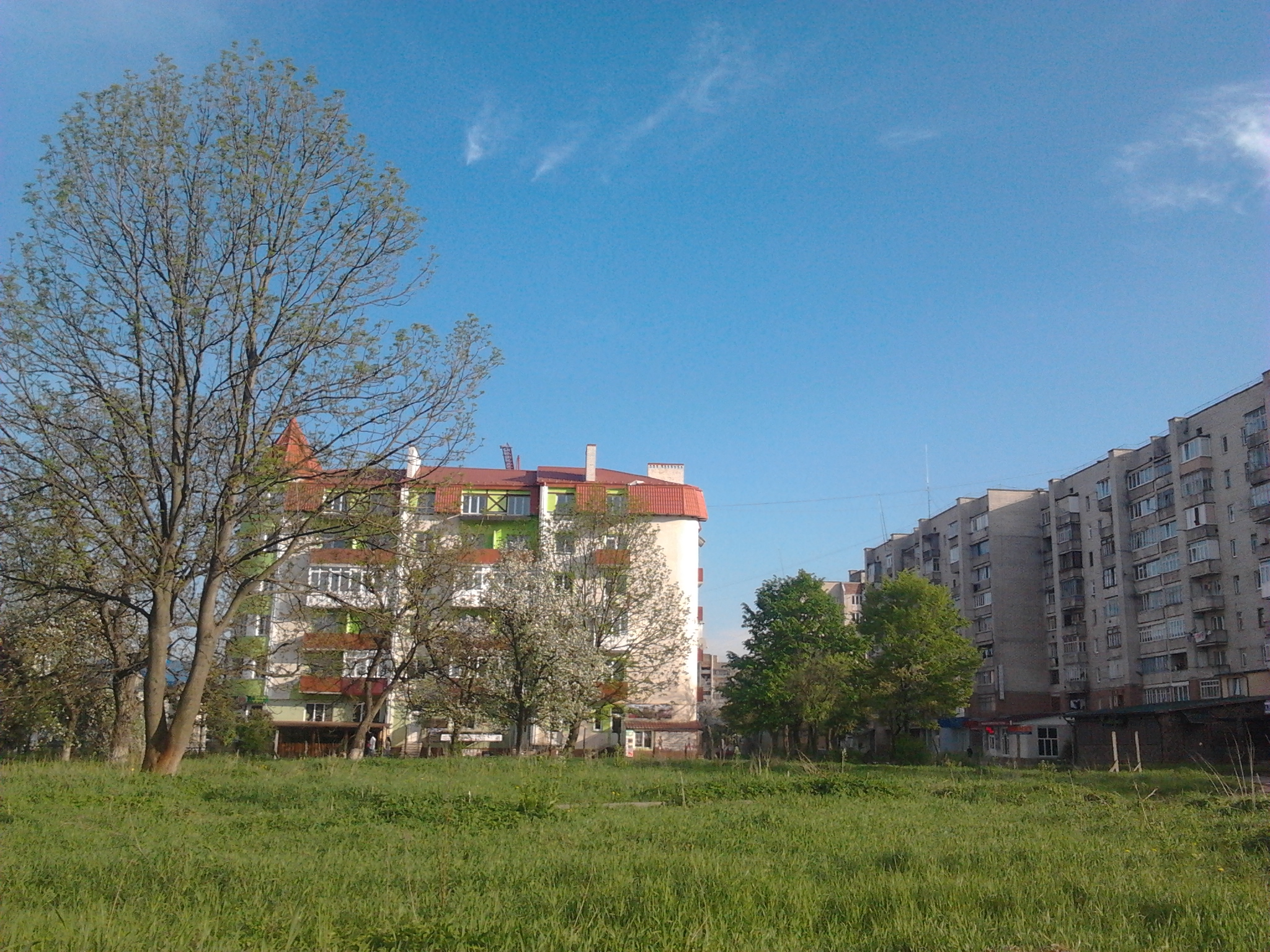
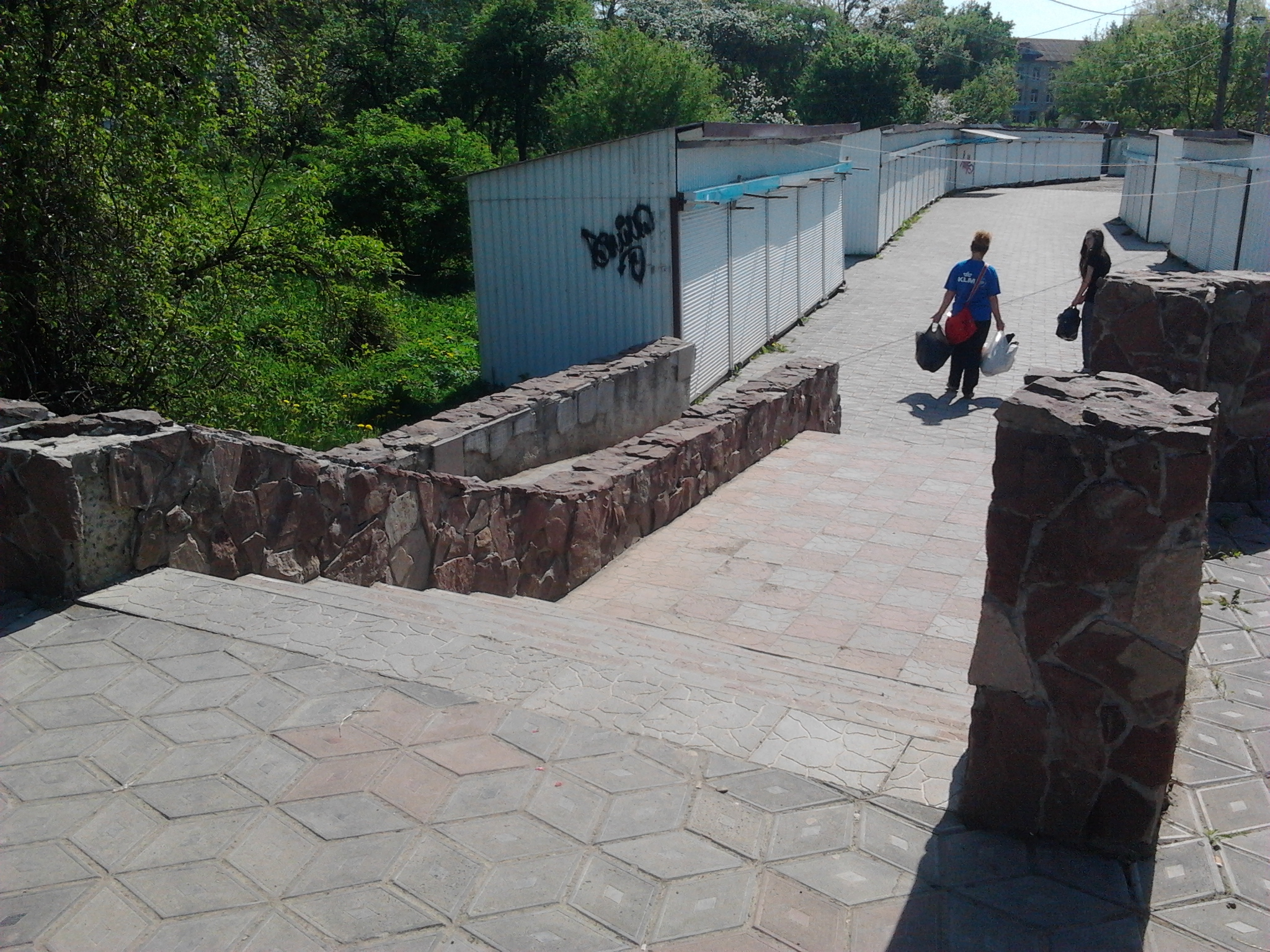
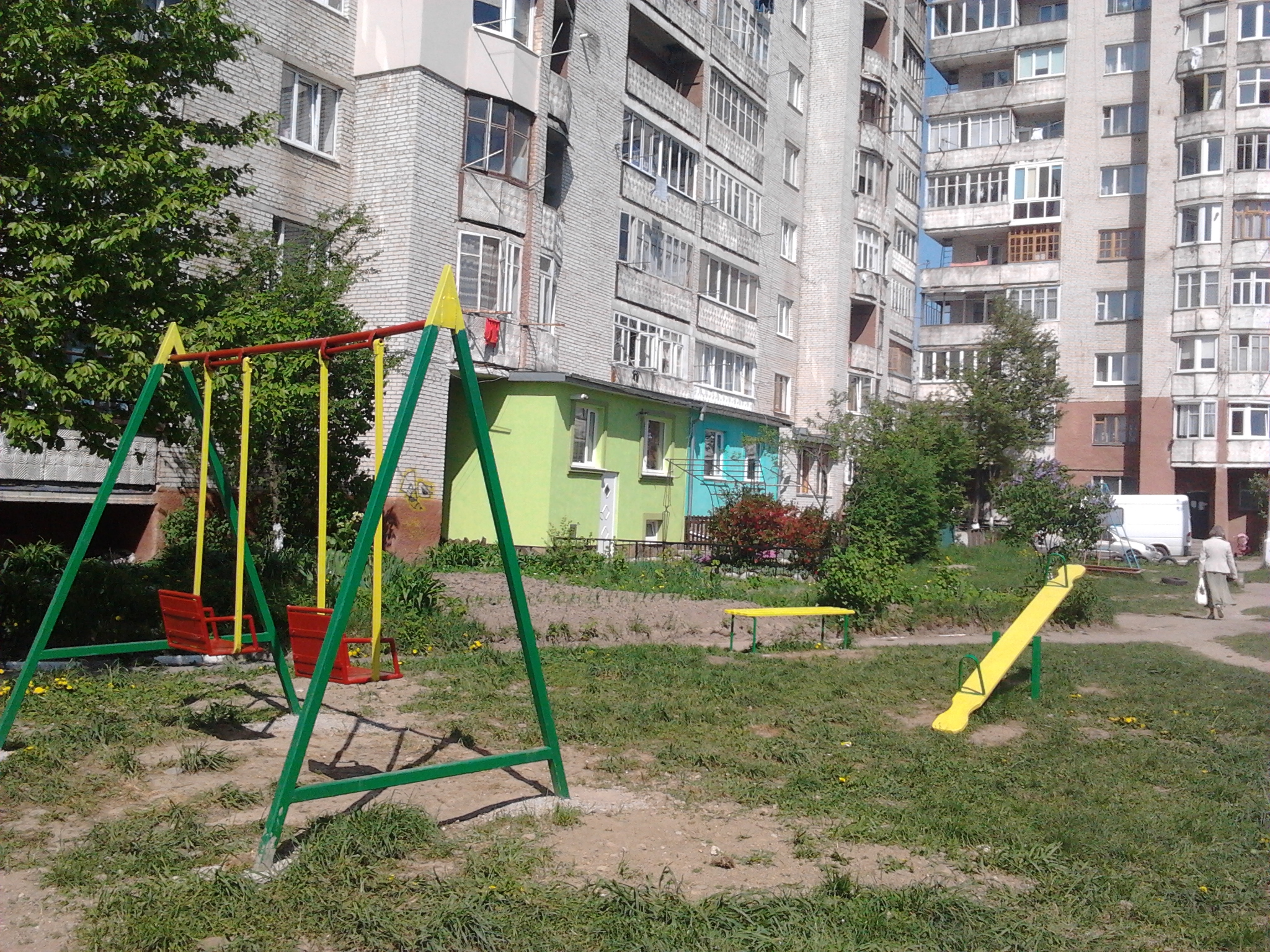
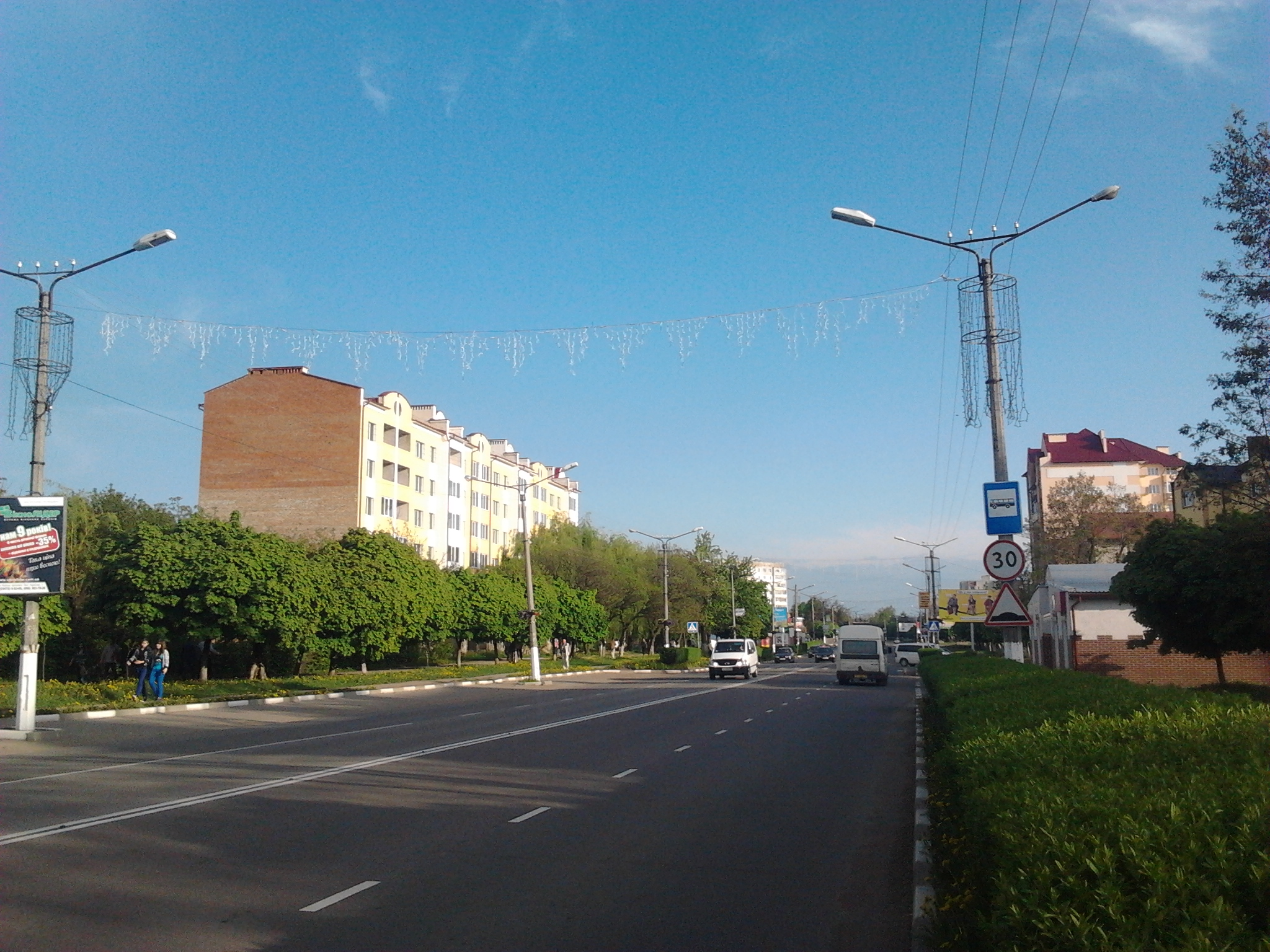